# Beni Chikar
Beni Chikar (en árabe: بني شيكر‎, en lenguas bereberes: ⴰⵢⵜ ⵛⵉⴽⴻⵔ, en francés: Bni Chiker), es una comuna rural del norte de Marruecos, situada en la región del Rif, a su vez, en la provincia de Nador, a 13 km de la ciudad española de Melilla, y a 34 km de la ciudad de Nador.
De algo menos de 27.000 habitantes, a lo largo de toda la comuna, en 2014, la población es esencialmente berberófona. El uso del árabe clásico está reservado a asuntos político-administrativos, así como el árabe coránico para los temas religiosos. También se hace uso del dialecto arábigo-marroquí (dariya), especialmente, para la comunicación verbal con el resto de la población exterior. Además, debido a la cercanía con la ciudad española de Melilla (Mritch, en bereber), una parte de la población comprende el español.
La población, llamada también Guelaya, empujada por la hambruna, emigró en gran parte a Orán durante la década de 1940. En la década de 1960, centenares de trabajadores, los que podían en aquel entonces, abandonaron la comuna rumbo a Alemania, Bélgica, Países Bajos, Noruega y Francia. Más tarde, comenzaron a emigrar, en masa, a España. Al ser una comuna económicamente débil, la gran mayoría de trabajadores solo podía permitirse entrar en Europa utilizando métodos ilegales. Hoy en día, sigue siendo una comuna muy débil, en cuanto a economía se refiere, y se mantiene gracias al «mercadillo de los domingos» que se celebra, normalmente, los domingos, aunque también se suele abrir los viernes. 
El pueblo es conocido por su mercado de los domingos (conocido en bereber como Souk-El-Had), las ruinas de una antigua fortaleza española de Cazaza y, además, las grandes y bellas playas de Bugafar. Es el pueblo natal del autor Mohamed Choukri y la política franco-marroquí Najat Vallaud-Belkacem.

## Situación socioeconómica
Hoy en día, la economía de la mayoría de los habitantes de Beni Chiker depende, en gran parte, de la ganadería y la agricultura. Sin embargo, una pequeña parte de la comuna tiene una economía "asentada", bien por los estudios, herencia de terrenos, etc. Cabe resaltar que, al ser una pequeña mancomunidad casi "olvidada", la economía es, básicamente, de subsistencia, siendo el anteriormente mencionado «mercadillo de los domingos» el lugar de compra-venta fundamental y básico para los habitantes.

### Sanidad
En toda la comuna hay, tan solo, un hospital, sito en El-Had, el centro neurálgico de Beni Chiker, sin servicio de urgencias 24 horas. En cualquier caso, si alguien reclamara su derecho a la sanidad, sería trasladado al Hospital de Farkhana y, en caso más graves, al hospital de Nador, a unos 25 km del primero. Generalmente, los partos suelen ser en los hospitales de Nador. No obstante, cabe destacar que algunas familias de la comuna y, sobre todo, de sus poblados (asentamientos), prefieren dar a luz en sus casas, debido a la lejanía y los costes sanitarios (la sanidad en Marruecos es, generalmente, privada).

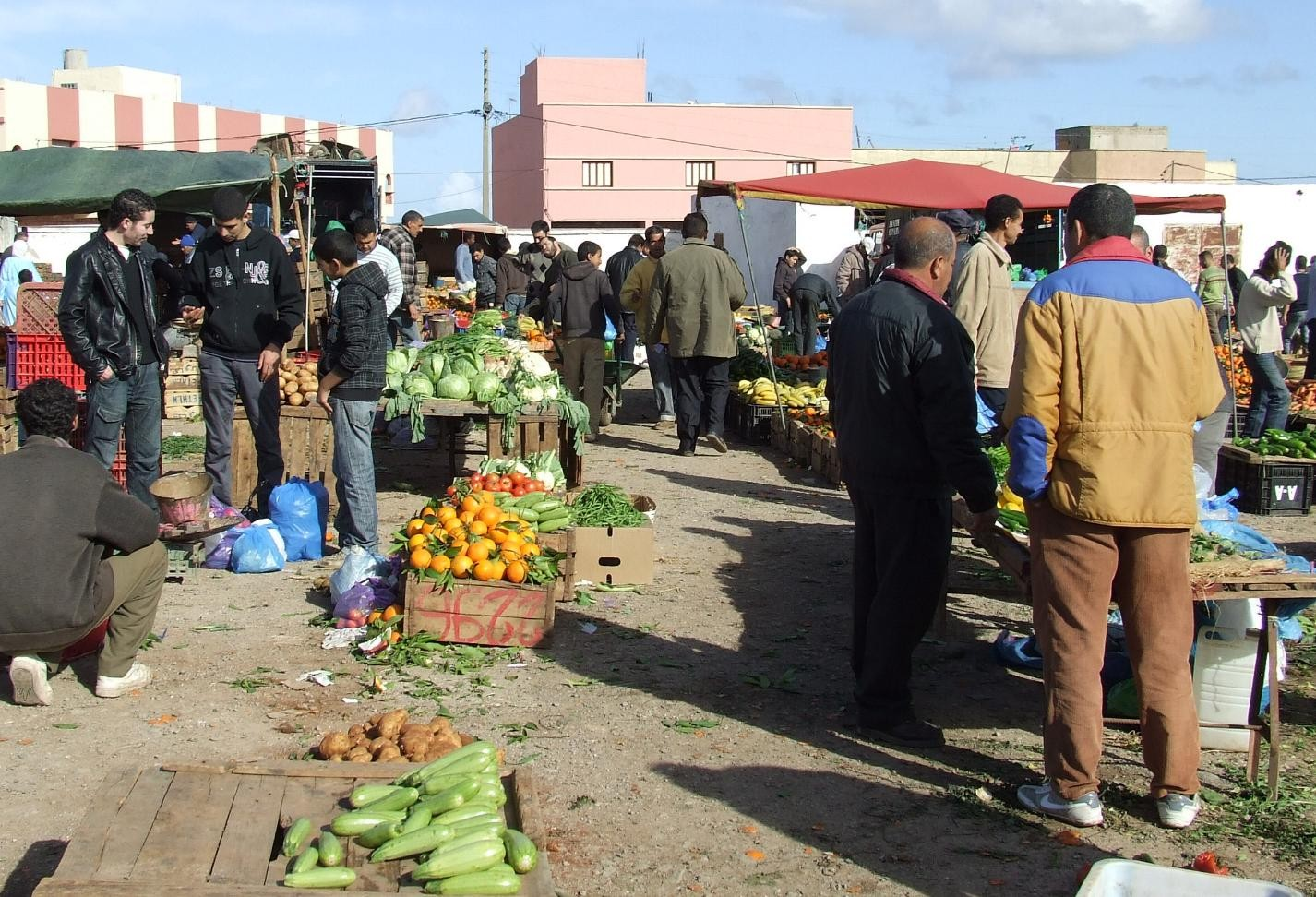
Souk-El-Had (Mercadillo de El-Had, en árabe), en Beni Chiker.

### Exclusión social
A lo largo de la historia de esta comuna rural, los habitantes han sido marginados, al igual que en otras mancomunidades, de las políticas administrativas del país. Hasta hace unos años, la carretera que conecta Krouch-Tiza con el poblado de Trara poseía una calzada en un estado deplorable, y el pavimento de la misma venía existiendo desde Souk-El-Had hasta la intersección de Krouch-Tiza. Actualmente, el camino está completamente pavimentado y señalizado. 
Así mismo, se están desarrollando obras para llevar la fibra óptica a lo largo de toda la comuna.
Algunos de los síntomas de precariedad notables son la escasa y deficiente iluminación (en épocas no estivales y de fuerte viento son bastante habituales los cortes temporales de luz), la falta de suministro de agua potable (dando lugar a la creación de pozos de agua), extendida a lo largo de toda la comuna, etc.

### Radicalización y contrabando de drogas
La población, por completo, es musulmana suní. La radicalización religiosa es prácticamente nula, pudiendo quedar reservada, únicamente, a la zona más oriental de la comuna, puesto que es la que más contacto tiene con la ciudad autónoma de Melilla y, por consiguiente, con el fanatismo religioso exterior.
Cabe destacar que, teniendo en cuenta la influencia de la economía, Beni Chiker es una zona importante para las rutas de contrabando. Al no haber una jerarquía administrativa, ni unidades de prevención policiales, se les concede a los narcotraficantes y contrabandistas una zona muy fácil para el tráfico, la carga y la descarga de droga, especialmente, el hachís.

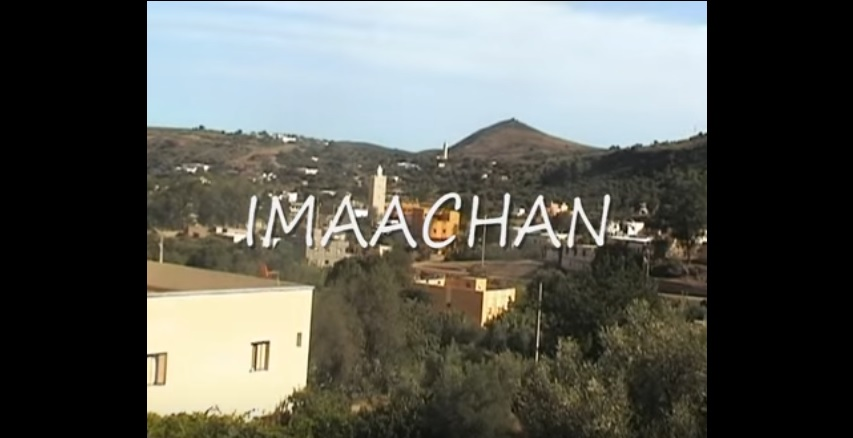
Captura de pantalla de Imaachen, en Beni Chiker.

## División territorial
Beni Chiker se divide, a su vez, en varios poblados (algo parecido a los usuales asentamientos, pudiendo considerarse, en algunos casos, barrios de poblado) que se reparten a lo largo de la zona más occidental, desde Souk-El-Had hasta el monte Gurugú, pasando por Trara (Ithran, en bereber). Algunos de los poblados son los siguientes:
- Aoulad Zi-Hmed.
- Agbar-Bouligh.
- Aoulad Bu-Ali.
- Imjahdan.
- Imaachen.
- Iboujrafen.
- Iramiyen.
- Krouch-Tiza (Conexión entre Bni-Bugafar, los poblados de la zona de Trara y Souk-El-Had).
- Ms'u-Hmed.
- Sidi 'Alal (Pequeño asentamiento al lado de Imaachen, conocido por el Hotel Leonor[8]).
- Raounsa.
- Rahouana.
- Tiferuin.